# 1217
- Wikisource

| Calendário gregoriano                                                        | 1217 MCCXVII                                          |
| Ab urbe condita                                                              | 1970                                                  |
| Calendário arménio                                                           | 666 – 667                                             |
| Calendário bahá'í                                                            | -627 – -626                                           |
| Calendário budista                                                           | 1761                                                  |
| Calendário chinês                                                            | 3913 – 3914 Início a 9 de fevereiro (aproximadamente) |
| Calendário copta                                                             | 933 – 934                                             |
| Calendário etíope                                                            | 1209 – 1210                                           |
| Calendários hindus - Vikram Samvat - Calendário nacional indiano - Cáli Iuga | 1272 – 1273 1138 – 1139 4317 – 4318                   |
| Calendário Holoceno                                                          | 11217                                                 |
| Calendário islâmico                                                          | 614 – 615                                             |
| Calendário judaico                                                           | 4977 – 4978                                           |
| Calendário persa                                                             | 595 – 596                                             |
| Calendário rúnico                                                            | 1467                                                  |
| Calendário solar tailandês                                                   | 1760                                                  |

1217 (MCCXVII na numeração romana) foi um ano comum do século XIII do Calendário Juliano, da Era de Cristo, a sua letra dominical foi A (52 semanas), teve início a um domingo e terminou também a um domingo.
| Ano completo                    |
| ------------------------------- |
| Ano comum com início ao domingo |

## Eventos
- Início da Quinta Cruzada.
- Alcácer do Sal é conquistada aos mouros, abrindo as portas para a reconquista do Sul de Portugal.
- Recomeçam os conflitos entre Afonso II e a Santa Sé, porque o monarca português pretendia manter o exercício do poder fiscal e judicial nos territórios submetidos, não aceitando a quase total isenção dos clérigos.
- Frei Soeiro Gomes funda o primeiro convento dominicano em Portugal, situado na Serra de Montejunto.
- Confirmação do Foral de Abrantes por D. Afonso II.
- Confirmação do Foral de Trancoso por D. Afonso II.

## Mortes
- Morre Pedro Valdo.
- Amantes de Teruel - Juan Diego Martínez de Marcilla e Isabel Segura.
- Pedro II de Courtenay n. 1165 foi Imperador do Imperio Latino de Constantinopla.